# If These Trees Could Talk (EP)
If These Trees Could Talk – pierwszy minialbum amerykańskiego zespołu post metalowego If These Trees Could Talk, wydany w 2006 roku.

## Lista piosenek
| Nr | Tytuł utworu                 | Długość |
| -- | ---------------------------- | ------- |
| 1. | „Malabar Front”              | 8:05    |
| 2. | „Smoke Stacks”               | 6:24    |
| 3. | „The Friscalating Dusklight” | 4:32    |
| 4. | „Signal Tree”                | 5:24    |
| 5. | „The Death of Paradigm”      | 4:06    |
| 6. | „41°4'23n, -81°31'4w”        | 3:30    |
|    |                              | 32:01   |